# 大西海子水库
大西海子水库，位于中华人民共和国新疆维吾尔自治区巴音郭楞蒙古自治州尉犁县南部，是塔里木河下游最后一座拦河水库。水库由新疆生产建设兵团农业建设第二师于1959年8月开工建设，1960年完成一期工程，此后经过扩建，至1972年库容达到1.86亿立方米，分为一库和二库两部分。然而水库拦截了塔里木河干流全部来水引入灌区，导致下游320千米河道和塔里木尾闾台特马湖近于干涸，生态环境恶化。2003年开始实施塔里木河流域综合治理，确定大西海子水库为“生态水库”，废弃一库，退出农业灌溉功能。改造后的大西海子水库设计库容为4739万立方米，水面面积51平方千米。水库通过蓄积塔里木河水和博斯腾湖调水，根据下游的生态形式，择机输水，改善下游地区生态环境。